# سامانه کنترل پرواز هواگرد

کنترل‌های اولیه پرواز یک هواپیما

یک سامانه کنترل پرواز هواگرد یا پرواز با استفاده از سیم معمولی هواگرد بال ثابت شامل سکان هواپیما، اتاقک خلبان، سامانه ارتباط و همچنین مکانیزمهای ضروری عملیاتی می‌شود تا بتوان هواگرد را در جهت مناسب کنترل کرد.کنترل‌های موتور هواگرد نیز به‌عنوان تنظیم‌کننده سرعت در کنترل پرواز مؤثر است.